# 二位有城
二位 有城（にい あれき、2005年〈平成17年〉1月28日 - ）は、日本のサッカー選手、男性タレント。熊本県熊本市出身。

## 概要・経歴
2005年1月28日、青森県弘前市で生まれるが、その後は熊本県熊本市で育つ。本籍地は佐賀県佐賀市。
2011年、6歳のころに『FC Wings熊本』でサッカーを始める。8歳のころに『ソレッソ熊本』に移籍。11歳のころに『Asfida熊本』に移籍。このころはバロンドール受賞を夢見ていた。
2012年からテコンドーを始める。個人最高成績は熊本市3位。
2013年からは『スキルアップサッカースクール』での活動も始め、同時期には自らの不要になったトレーニングシューズをブラジルの恵まれない子供に寄付する活動も行っている。以後2017年3月の小学校卒業まで継続。
2016年3月にフットサル全国大会に出場し、ベスト16の成績を収める。県大会では5ゴールを記録し得点王に輝く。なお、この大会に得点王システムはなかった。
4月14日、4月16日に熊本地震に被災する。この震災により約1か月半の避難生活を余儀なくされる。
2019年の第50回全国中学校体育連盟サッカー大会に出場し準々決勝で敗れベスト8の成績を収める。2回戦の鯖江中学校戦では後半アディショナルタイムにダメ押しの８得点目を決める。
2020年9月、熊本商業高校入学後初の試合の開始20分で、左足首の靭帯を損傷し、一度は復帰するも以後半年間は怪我に悩まされる。復帰後も癖がついており足首が緩めである。
2023年に大手芸能事務所である『テアトルアカデミー』と『TWIN PLANET』（いずれも大阪校）に合格するも辞退している。
6月には、自身のTikTokアカウントであるケッセル4700号を開設した。

## 人物・趣味・嗜好
- 幼少期から昆虫が好きであり小学生のころにはトノサマバッタを主食として食べていた。
- 好きなテレビ番組は『水曜日のダウンタウン（TBS）』『ダウンタウンDX（日テレ）』『ガキの使いやあらへんで（日テレ）』『SMAP×SMAP（フジテレビ）』『めちゃ×2イケてるッ！（フジテレビ）』。
- 好きなアーティストはSMAPとDA PUMPであるがカラオケに行ってもISSAのキーが高すぎてDA PUMPの曲が歌えないのが悩み。
- 特技はモノマネ。持ちネタには中居正広、明石家さんま、哀川翔、安倍晋三のモノマネをする伊達みきお、麻生太郎、江頭2:50など多ジャンルにわたる。

- 普通免許（AT限定）を持っているが愛車は原付のJOG DXであり通学や旅行にも使っている。